# Рогнеска
Рогне́ска — полонина на гірському масиві Чорногора (Українські Карпати), в Рахівському районі Закарпатської області. Розташована на південно-західних відрогах гори Петрос, у межах Чорногірського заповідного масиву (частина Карпатського біосферного заповідника). 
Схили здебільшого пологі з окремими стрімчаками. На пологих схилах переважають щучники, рідше — біловусники, на крутосхилих ділянках — гірські чагарники (ялівець сибірський, вільха зелена, зрідка сосна гірська). Нижні частини схилів у результаті безсистемного використання пасовищ заросли щавлем альпійським. 
Рогнеска лежить між верхів'ями потоків Рогнескуль та Гарманескуль, які дають початок річці Богдан (притока Білої Тиси). На схід від полонини розташована гора Говерла (2061 м), на північний схід — Петрос (2020 м), на захід — Шешул (1726 м). 
На полонині силами працівників Карпатського біосферного заповідника побудовано невеликий притулок для туристів — екологічний пункт «Рогнеска». 
1993 року жителі села Богдан поставили на полонині дерев'яну каплицю для пастухів, які ціле літо перебувають там з худобою.